# 常惠
常惠（？—前46年），西漢太原郡人，為漢朝大臣、軍事人物、外交官。常惠年輕時隨同蘇武出使匈奴，被扣留長達十九年，直至漢昭帝年間方得歸國。漢宣帝時期常惠出使烏孫，協同烏孫軍隊擊敗匈奴，因功受封長羅侯。常惠其後誅殺殺害漢朝使者的龜茲貴人姑翼，並接替蘇武擔任典屬國，升遷右將軍。常惠於漢元帝時去世，諡號「壯武」，其封國一直傳到他的曾孫，東漢建武年間絕封。

## 生平

### 早年經歷
常惠年少時家境貧困，自告奮勇接受召募，於天漢元年跟隨栘中監苏武出使匈奴，一同被匈奴拘留了十多年，直到汉昭帝始元六年時才得以返國。汉朝嘉獎常惠的辛勞，志節可嘉，擢升他為光祿大夫。

### 烏孫乞援
這時，烏孫的解憂公主上書朝廷說：「匈奴發動騎兵在车师田獵，車師與匈奴聯合為一體，共同侵犯烏孫，希望天子救援我們。」漢朝為此練兵養馬，商議準備攻打匈奴。剛巧遇上漢昭帝駕崩，汉宣帝剛剛即位，本始二年，漢朝派常惠出使烏孫。解憂公主和昆彌翁歸靡都向漢朝派遣使者，並通過常惠上書朝廷說：「匈奴接連發動大軍攻打烏孫，奪取了車延、惡師等地，擄掠當地的百姓離去，還派使者威脅逼迫解憂公主，想讓烏孫脫離漢朝。昆彌願意調動全國的半數精兵，自行組織好五萬名騎兵，竭盡全力攻打匈奴。希望天子出兵以拯救公主和昆彌！」於是漢朝大規模調動十五萬騎兵，由祈連將軍田廣明、度辽将军范明友、前将军韓增、蒲類將軍赵充国、虎牙將軍田顺等五位將領統率，分道出發攻打匈奴。

### 征伐匈奴
於此次漢朝的軍事行動中，常惠被任命為校尉，持符节監督、總領烏孫國的軍隊。昆彌親自率領翖侯以下五萬多騎兵，從西方攻入匈奴右谷蠡王王庭，俘獲單于的父輩一行人及其嫂嫂、公主，另俘虜匈奴名王、騎將以下三萬九千人，繳獲马、牛、驴、骡、骆驼五萬多匹，羊六十多萬頭，烏孫把繳獲的戰利品皆占為己有。常惠帶領十多名官兵隨同昆彌還軍，還沒回到烏孫，烏孫人就盜走了常惠的印綬和符節。常惠返回朝廷後，以為自己丟失了印綬、符節有辱使命，應當會因此被處死，然而當時漢朝五位將軍出兵攻打匈奴，卻皆未立下功勳，漢宣帝認為常惠奉命出使，並能獲得勝利，於是封常惠為長羅侯。

### 斬殺姑翼
之後朝廷又派遣常惠帶著金幣返回烏孫，將之賞賜給上次烏孫有功的貴人，常惠乘機奏請說龟兹曾經殺死漢朝的校尉賴丹，兇手還沒有被誅殺，請求順道攻打龜茲，漢宣帝沒有答應，當時主政的大將軍霍光則暗示常惠相機行事。常惠和官兵五百人一同抵達烏孫，回程時路過龜茲，調動西面邦國的軍隊二萬人，命令副使徵發龜茲以東邦國的軍隊兩萬人，烏孫的軍隊七千人，從三面攻打龜茲，在大軍還沒有會合前，常惠先派人責問龜茲王以前殺害漢朝使者的罪狀。龜茲王謝罪說：「這是我龜茲先代國王當政的時候，被貴人姑翼所迷誤了，我沒有罪」，常惠說：「如果是這樣，那把姑翼捆綁送來，我便可以放過大王。」龜茲王於是捆縛姑翼送到常惠處，常惠斬殺姑翼後返回漢朝。

### 掌理外交
後來常惠接替蘇武擔任典屬國一職，他熟悉了解外國事務，辛勤勞苦、多次立功。甘露三年，後將軍趙充國逝世，漢宣帝遂任命常惠為右將軍，典屬國一職仍由他兼任。在漢宣帝於黃龍元年死後，常惠接續侍奉汉元帝，三年後去世，谥号為「壯武」。常惠的封國傳到其曾孫，建武年間才斷絕。

## 延伸閱讀
[在维基数据编辑]
 《漢書·卷070》，出自班固《漢書》